# Wilson Deodato da Silva
Wilson Deodato da Silva (sinh ngày 10 tháng 1 năm 1981) là một cầu thủ bóng đá người Brasil.

## Sự nghiệp câu lạc bộ
Wilson Deodato da Silva đã từng chơi cho Giravanz Kitakyushu.

## Thống kê câu lạc bộ

### J.League
| Đội                 | Năm       | J.League | J.League | J.League Cup | J.League Cup | Tổng cộng | Tổng cộng |
| Đội                 | Năm       | Trận     | Bàn      | Trận         | Bàn          | Trận      | Bàn       |
| ------------------- | --------- | -------- | -------- | ------------ | ------------ | --------- | --------- |
| Giravanz Kitakyushu | 2010      | 3        | 0        | -            | -            | 3         | 0         |
| Tổng cộng           | Tổng cộng | 3        | 0        | 0            | 0            | 3         | 0         |